# Калио (Северна Дакота)
Калио (енгл. Calio) град је у америчкој савезној држави Северна Дакота.

## Демографија
По попису из 2010. године број становника је 22, што је 2 (-8,3%) становника мање него 2000. године.
| Група             | 2000.       | 2010.       |
| Белци             | 24 (100,0%) | 22 (100,0%) |
| Афроамериканци    | 0 (0,0%)    | 0 (0,0%)    |
| Азијати           | 0 (0,0%)    | 0 (0,0%)    |
| Хиспаноамериканци | 0 (0,0%)    | 0 (0,0%)    |
| Укупно            | 24          | 22          |